# Comedy Central Extra

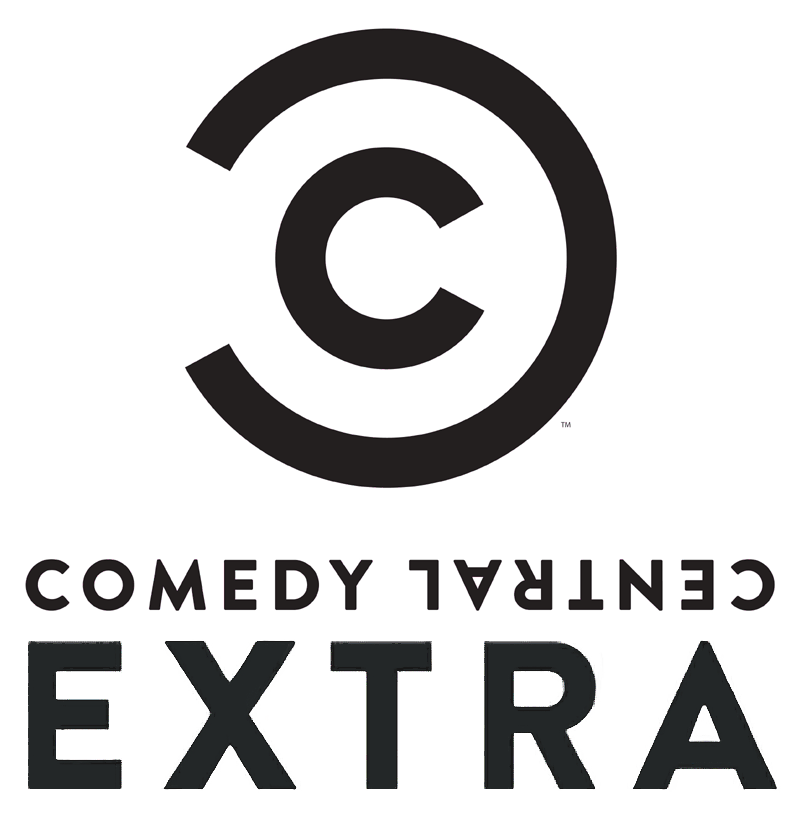
Logo von Comedy Central Extra bis 2019

Logo von Comedy Central Extra +1

Comedy Central Extra ist ein Ableger des US-Senders Comedy Central. Bis zum 6. April 2009 hieß der Sender noch Paramount Comedy 2. Vorerst war Paramount Comedy 2 als Timeshift-Version von Paramount Comedy 1. 2007 wurde das Programm umstrukturiert und auf klassische englische Sitcoms umgestellt. Des Weiteren startet am 1. November 2011 ein weiterer Ableger in den Niederlanden.

## Timeshift-Version
Seit 2007 existiert eine Timeshift-Version von Comedy Central Extra, bis zum 6. April 2009 noch Paramount Comedy 2 +1. Sie sendet das Programm um eine Stunde versetzt.

## Sendungen
- Siehe dazu: Comedy Central UK & Ireland und Comedy Central Nederland